# Juan Rojas (político)
Juan Carlos Rojas (San Juan, 8 de enero de 1945 - íd., 9 de octubre de 2009) fue un abogado y político argentino, que ejerció como gobernador de la provincia de San Juan entre 1992 y 1994.

## Biografía
Hijo de un dirigente peronista del gremio vitivinícola, que acompañó al gobernador Eloy Camus, Rojas fue también un dirigente gremial; de joven fue cantante de tangos y se recibió de abogado a fines de la década de los 80.
Tras un fugaz paso juvenil por la política, volvió a militar en el Partido Justicialista tras el regreso a la democracia, en 1983, como seguidor del después gobernador José Luis Gioja. Ocupó cargos legislativos en la provincia.
Para las elecciones a gobernador de 1991 se formó una alianza entre dos sectores del justicialismo, el dirigido por Jorge Escobar y el de Gioja; este propuso al primero que Rojas lo acompañara en la fórmula, que triunfó en una ajustada elección interna y luego en la elección general. Asumió el cargo de vicegobernador en diciembre de 1991.
Cuando el gobernador fue sometido a juicio político, su compañero de fórmula apoyó enfáticamente su destitución por el cargo de corrupción. Cuando se produjo la destitución, asumió la gobernación, en la noche del 17 de diciembre de 1992; para marcar una diferencia con Escobar, que estaba alineado con el presidente Carlos Menem, un peronista que se rodeaba de liberales, acudió a la liturgia peronista y el uso reiterado de la marcha peronista; fue elegido presidente del PJ provincial.
Se destacó por atender personalmente a todas las personas que podía, confiaba los asuntos menores en los funcionarios que había nombrado y ejercía una fuerte autoridad en los que consideraba prioritarios.
Tras un largo juicio penal, solicitado por el propio Escobar, fue declarado inocente de las acusaciones en su contra; de modo que reclamó judicialmente ser restituido en el cargo de gobernador. Pese a la oposición de la Legislatura provincial, finalmente reasumió su cargo en los últimos días de 1994. Por su parte, Rojas solicitó una larga licencia como vicegobernador y en mayo siguiente renunció a su cargo.
Se dedicó a su profesión de abogado durante los años siguientes. Reapareció en torno al año 1994 como aliado de Carlos Kunkel en su apoyo a la presidencia de Néstor Kirchner, del que luego se alejó.
Falleció en San Juan en 2009.